# Long Bien-bron

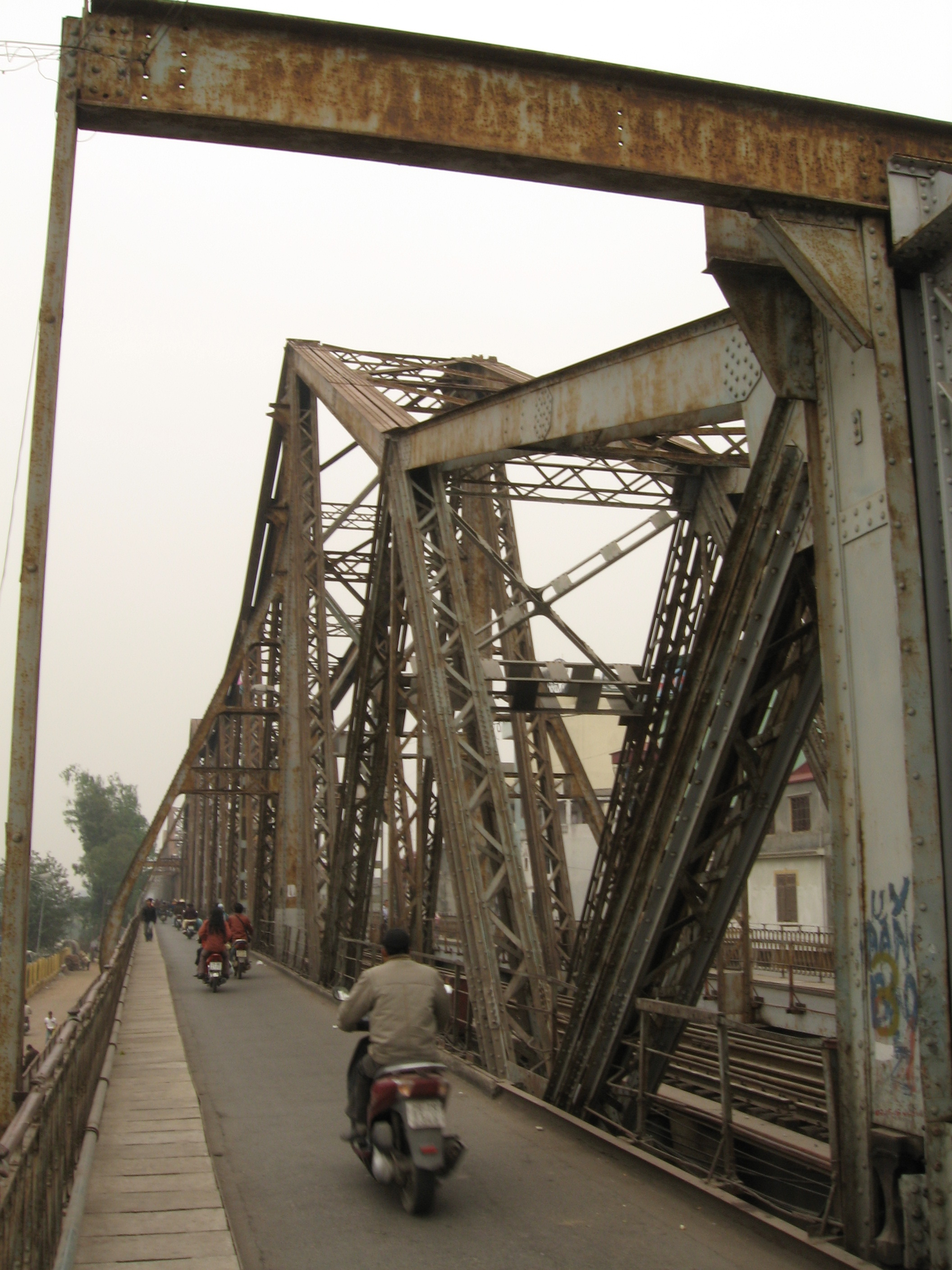
Long Bien-bron

Long Bien-bron (vietnamesiska: Cầu Long Biên) är en bro i Hanoi över Röda floden. Den byggdes 1903 av Gustave Eiffel och hette fram till 1954 Doumerbron, uppkallad efter Paul Doumer. Under vietnamkriget utsattes bron för kraftiga amerikanska bombangrepp eftersom den var viktig för transport av krigsmateriel från Sovjetunionen, vilket anlände till hamnen i Haiphong. Ingen biltrafik förekommer, endast tåg och motorcykel kan korsa bron. Den förbinder distrikten Long Biên och Hoàn Kiếm.